# كورت نيتو
كورت نيتو (بالألمانية: Curt Adolph Netto)‏ هو خبير بالمعادن ألماني، ولد في 21 أغسطس 1847 في فرايبرغ في ألمانيا، وتوفي في 7 فبراير 1909 في فرانكفورت في ألمانيا.